# إديغو

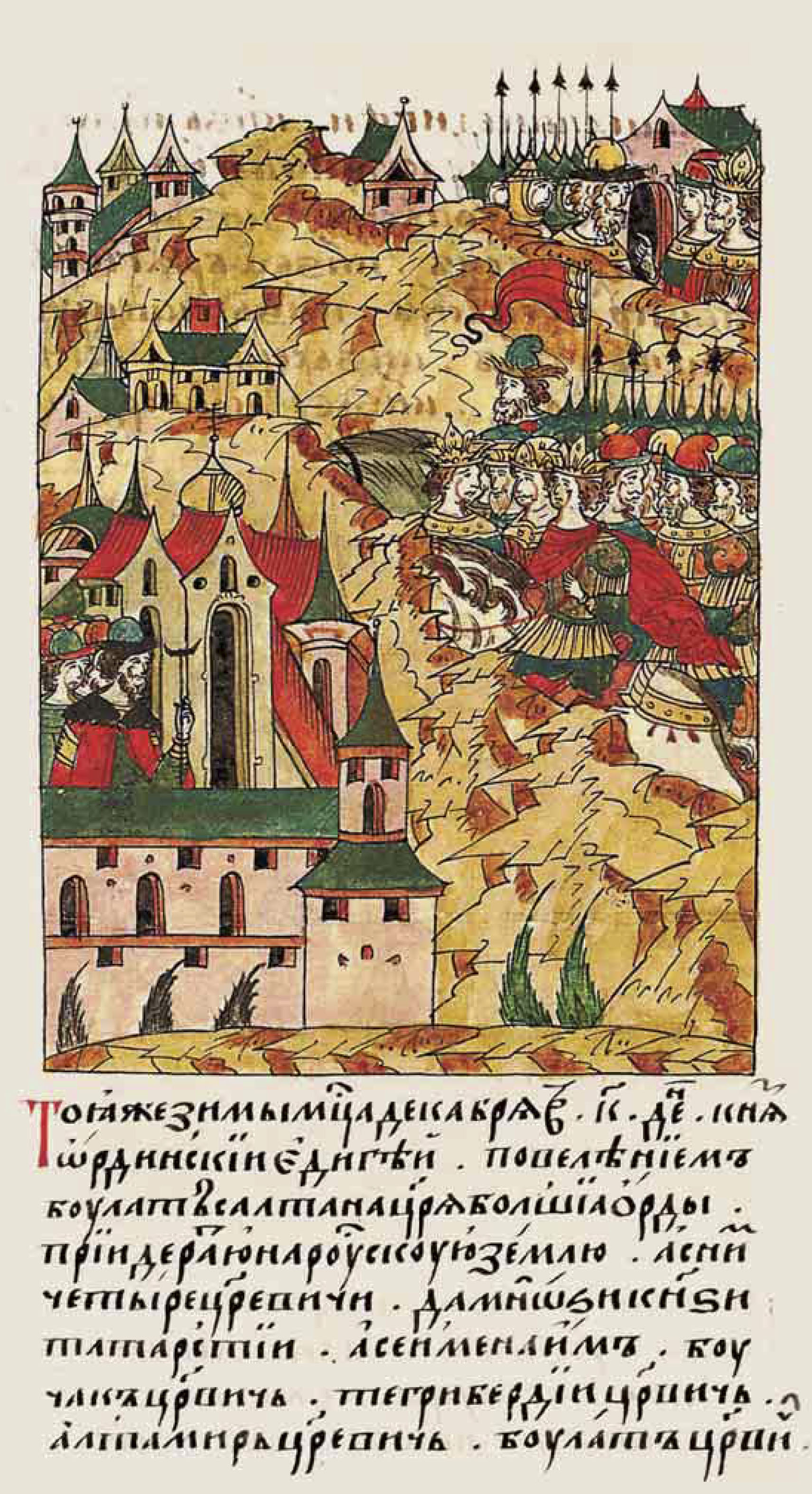
غزو إديغو لروس، منمنمة من العصور الوسطى.

الأراضي تحت حكم إديغو.

إديغو Edigu (أو إديغـِيْ Edigey، ويـُعرف أيضاً بالاسمين إدغاي İdegäy أو إدغه مـَنغيت Edege Mangit؛(1352- 1419) كان أميراً منغولياً مسلماً للقبيلة البيضاء،الذي أسس الكيان السياسي الجديد الذي صار يعرف باسم قبيلة نوغاي.
كان إديغو من قبيلة منغود القرمية، ووالده بلطي شاك كان نبيلاً منغولياً هزمه وقتله خان القبيل الذهبي توختاميش في عام 1378. وقد نال إديغو شهرة واسعة كقائد عسكري لجيوش توختاميش قبل أن ينقلب عليه. وبحلول عام 1396، كان إديغو حاكماً مستقلاً لمساحة شاسعة من الأراضي تمتد بين نهري الفولغا والأورال،والتي سميت لاحقاً قبيلة نوغاي.
وفي 1397، تحالف مع تيمور قتلغ الذي عينه قائداً عاماً على جيوش القبيلة الذهبية. وفي 1399، ألحق هزيمة ماحقة بتوختاميش وفيتاوتاس في معركة نهر فورسكلا. وبذلك تمكن من أن يوحد تحت حكمه كل أراضي جوجي خان لآخر مرة في التاريخ.
وفي 1406، عثر على عدوه القديم توختاميش في سيبريا، فأرسل عملاءه وقتلوه. وفي العام التالي أغار على ولغا بلغاريا. وفي 1408، شن غزواً تتارياً مدمراً على روسيا لأنها لم تدفع الجزية للقبيلة الذهبية لعدة عقود من الزمان. وقد أضرم إديغو النار في نيجني نوفغورود وغوروديتس وروستوف والعديد من المدن الروسية، إلا أنه لم ينجح في الاستيلاء على موسكو، ولكنه وصل إلى أسوارها في 5 ديسمبر 1408، وتمكن من اضرام النار فيها.
وبعد عامين أطيح به عن زعامة القبيلة الذهبية، ولجأ إلى خوارزم. إلا أن شاه رخ بن تيمورلنك طرده وأعاده إلى سراي حيث قتله أحد أبناء توختاميش في 1419. وقد استمر أبناء إديغو في حكم قبيل نوغاي لمدة قرنين، عندما انتقل آخر سلالته إلى موسكو، حيث اعتنقوا المسيحية الأرثوذكسية، وأصبحا يعرفان بالأميرين اوروسف ويوسوبوف.

## الهامش
1. ↑  Большая советская энциклопедия: [в 30 т.] (بالروسية) (3rd ed.), Москва: Большая российская энциклопедия, 1969, OCLC:14476314, QID:Q17378135
2. ↑  "معلومات عن إديغو على موقع d-nb.info". d-nb.info. مؤرشف من الأصل في 2019-12-10.
3. ↑  "معلومات عن إديغو على موقع viaf.org". viaf.org. مؤرشف من الأصل في 2016-09-03.